# リナフット
リナフット（Linafoot）は、コンゴ民主共和国のサッカーを統括するコンゴサッカー協会連盟 (FECOFA) による同国のトップディビジョンである。1958年に創設された。リナフット (Linafoot) とはリーグ・ナショナール・ドゥ・フットボール (Ligue nationale de football) の略。2010年よりボーダコムと5年契約を交わし、ボーダコム・シュペル・リーグ (Vodacom Super Ligue) が公式なリーグ名となっていた。のちに契約を延長し、2017年からは、ボーダコム・リーグ1(Vodacom Ligue 1)と呼ばれている。

## 参加クラブ（2013-14）
| - ASドーファン・ノワール（ゴマ） - ASマキソ（キサンガニ） - ASニカ（キサンガニ） - CSドン・ボスコ（ルブンバシ） - FC MKエトンシェイテ（キンシャサ） - FCサン・エロワ・ルポポ（ルブンバシ） - TCエリマ（マタディ） - TPマゼンベ（ルブンバシ） | - ASロジョル（キンシャサ） - ASヴィタ・クルブ（キンシャサ） - DCモテマ・ペンベ（キンシャサ） - ルブンバシ・スポール（ルブンバシ） - OCムウンガノ（ブカヴ） - シャークXI FC（キンシャサ） - SMサンガ・バレンデ（ムブジマイ） - USチンクンク（カナンガ） |

## 歴代優勝クラブ
| - 1958 : FCサン・エロワ（ルブンバシ） - 1963 : CSイマナ（キンシャサ） - 1964 : CSイマナ（キンシャサ） - 1965 : ASドラゴンズ（キンシャサ） - 1966 : TPマゼンベ（ルブンバシ） - 1967 : TPマゼンベ（ルブンバシ） - 1968 : FCサン・エロワ・ルポポ（ルブンバシ） - 1969 : TPマゼンベ（ルブンバシ） - 1970 : ASヴィタ・クルブ（キンシャサ） - 1971 : ASヴィタ・クルブ（キンシャサ） - 1972 : ASヴィタ・クルブ（キンシャサ） - 1973 : ASヴィタ・クルブ（キンシャサ） - 1974 : CSイマナ（キンシャサ） - 1975 : ASヴィタ・クルブ（キンシャサ） - 1976 : TPマゼンベ（ルブンバシ） - 1977 : ASヴィタ・クルブ（キンシャサ） - 1978 : CSイマナ（キンシャサ） - 1979 : ASビリマ（キンシャサ） - 1980 : ASヴィタ・クルブ（キンシャサ） | - 1981 : FCサン・エロワ・ルポポ（ルブンバシ） - 1982 : ASビリマ（キンシャサ） - 1983 : SMサンガ・バレンデ（ムブジマイ） - 1984 : ASビリマ（キンシャサ） - 1985 : USチンクンク（カナンガ） - 1986 : FCサン・エロワ・ルポポ（ルブンバシ） - 1987 : TPマゼンベ（ルブンバシ） - 1988 : ASヴィタ・クルブ（キンシャサ） - 1989 : DCモテマ・ペンベ（キンシャサ） - 1990 : FCサン・エロワ・ルポポ（ルブンバシ） - 1991 : SCOMミキシ（ルブンバシ） - 1992 : USビロンベ（ビロンベ） - 1993 : ASヴィタ・クルブ（キンシャサ） - 1994 : DCモテマ・ペンベ（キンシャサ） - 1995 : ASバントゥー（ムブジマイ） - 1996 : DCモテマ・ペンベ（キンシャサ） - 1997 : ASヴィタ・クルブ（キンシャサ） - 1998 : DCモテマ・ペンベ（キンシャサ） - 1999 : DCモテマ・ペンベ（キンシャサ） | - 2000 : TPマゼンベ（ルブンバシ） - 2001 : TPマゼンベ（ルブンバシ） - 2002 : FCサン・エロワ・ルポポ（ルブンバシ） - 2003 : ASヴィタ・クルブ（キンシャサ） - 2004 : DCモテマ・ペンベ（キンシャサ） - 2005 : DCモテマ・ペンベ（キンシャサ） - 2006 : TPマゼンベ（ルブンバシ） - 2007 : TPマゼンベ（ルブンバシ） - 2008 : DCモテマ・ペンベ（キンシャサ） - 2009 : TPマゼンベ（ルブンバシ） - 2010 : ASヴィタ・クルブ（キンシャサ） - 2011 : TPマゼンベ（ルブンバシ） - 2012 : TPマゼンベ（ルブンバシ） - 2013-14 : TPマゼンベ（ルブンバシ） - 2014-15 : ASヴィタ・クルブ（キンシャサ） - 2015-16 : TPマゼンベ（ルブンバシ） - 2016-17 : TPマゼンベ（ルブンバシ） - 2017-18 : ASヴィタ・クルブ（キンシャサ） - 2018-19 : TPマゼンベ（ルブンバシ） - 2019-20 : TPマゼンベ（ルブンバシ） - 2020-21 : TPマゼンベ（ルブンバシ） |

## クラブ別優勝回数
| クラブ                                | 都市       | 回数 | 最後の優勝年 |
| ------------------------------------- | ---------- | ---- | ------------ |
| TPマゼンベ （TPアングルベールを含む） | ルブンバシ | 19   | 2021         |
| ASヴィタ・クルブ                      | キンシャサ | 14   | 2018         |
| DCモテマ・ペンベ （CSイマナを含む）   | キンシャサ | 12   | 2008         |
| FCサン・エロワ・ルポポ                | ルブンバシ | 6    | 2002         |
| ASドラゴンズ （ASビリマを含む）       | キンシャサ | 4    | 1982         |
| SCOMミキシ                            | ルブンバシ | 1    | 1991         |
| ASバントゥー                          | ムブジマイ | 1    | 1995         |
| USビロンベ                            | ビロンベ   | 1    | 1992         |
| SMサンガ・バレンデ                    | ムブジマイ | 1    | 1983         |
| USチンクンク                          | カナンガ   | 1    | 1985         |